# Parque de la bailarina
El antiguo parque Astorga, oficialmente llamado Parque de la bailarina Isabel Cristina Restrepo Cárdenas desde el 15 de julio de 2009, es un parque público de la ciudad de Medellín, Colombia.

## Situación
El parque de la bailarina se encuentra en el barrio El Poblado, como un corredor ambiental que une el Barrio Astorga con Patio Bonito. Se sitúa entre las calles 7 y 9 con la carrera 43E, en lo que se conoce como el Barrio Astorga, a tres cuadras del parque principal de El Poblado, colindante con Almacenes Éxito y cercano a la estación Poblado del metro.
Cuenta con la iglesia Santa María de los Dolores.

## Historia
El barrio Astorga, donde se encuentra el parque, fue fundado a mediados del Siglo XX, diseñado por Tulio Ospina, pariente del expresidente Mariano Ospina Pérez.
Desde el 15 de julio de 2009, el antiguo parque Astorga, también conocido como Parque del Amor o Parque de los Enamorados, pasó a llamarse oficialmente Parque de la bailarina Isabel Cristina Restrepo Cárdenas. El nombramiento por acuerdo municipal número 44 de 2008, otorgado por el Concejo de Medellín en honor a la mejor bailarina de ballet clásico de la ciudad, luego de que a petición del Colectivo artístico Alas de mariposa, el  vicepresidente II del Concejo de Medellín, Nicolás Albeiro Echeverri Alvarán presentara el proyecto de acuerdo N° 076/08, por medio del cual se denomina al parque Astorga como: "Parque de la Bailarina Isabel Cristina Restrepo Cardenas”.

## Descripción
El parque posee una extensa área  verde, con árboles en cuyas altas copas se anidan gran cantidad de aves y las ardillas juguetean en sus troncos. Amplias jardineras contienen algunas plantas que dan frescura y sombrío al parque. Ofrece al visitante un espacio de relajación y disfrute de la naturaleza.

## Atracciones
A pesar del abandono estatal, un grupo de artistas se han dado a la tarea de recuperarlo para uso de los ciudadanos de bien y en su lucha por alejar de allí a la delincuencia realizan periódicamente actividades  artísticas que cobijan diversas disciplinas, con énfasis en la danza haciendo honor a su nombre.
Estos Encuentros son de carácter abierto al público y sin costo alguno para el visitante y sus actividades y eventos tienen un amplio impacto social, que pretende llevar el mensaje de "arte contra violencia".

## Esculturas
Aún está vacío el espacio destinado a la instalación de la escultura de la Bailarina Isabel Cristina Restrepo Cárdenas, como símbolo de las mujeres asesinadas por el simple hecho de ser mujeres y en rescate de la memoria ciudadana.

## Eventos
El sábado más cercano al 15 de cada mes, la Corporación artística y cultural Alas de mariposa realiza intervenciones artísticas en dicho parque en contra de la violencia y los feminicidios de la ciudad.